# 屯門十一素人
屯門十一素人（又名：屯門十素人、屯門十兄弟、屯門十一子）於2019年組成，成員主要是參與2019年香港區議會選舉屯門區議會的「素人」，即沒有加入傳統政黨的參選人士，但不包括何國豪與張錦雄。在選舉前於屯門澤豐花園商場1樓18號舖設立「屯門河畔辦事處」提供服務（在曾振興當選後改為「曾振興區議員辦事處」），其後遷往屯門雅都商場一樓F2號舖「張可森區議員辦事處」作為聯絡處。

## 綱領口號
參選時有共同政網及口號－「屯門起步，區政革新」，意指要改革議會的制度、權力分配及透明度。常見於宣傳品（如面書圖片、街道橫額、信紙等）。

## 工作目標

### 革新區議會 延續反送中運動
記者問擔任區議會副主席一職會否同意將額外的薪酬捐出以支援義士。張可森表示，單單捐出薪酬並不足夠，他指，希望將所用的資源能發揮最大效用，以延續運動。他舉例指，擴大黃色經濟圈令支持抗爭的資源源源不絕；同時，他鼓勵有心推動屯門區發展的人士善用區議會撥款，「係公平嘅招標過程，有心人士可以積極投標」。
巫堃泰表示，在反送中運動期間的被捕人士不少為高學歷的「手足」，成立「屯門種子基金」鼓勵創業，被捕人士或因政見而被解僱的人士便可在社區內發展更多元化的就業模式。巫堃泰現時正研究成立黃色經濟圈的網站，他呼籲市民可密切留意。

### 跟進屯門公園嘈音問題
同為「屯門公園衛生關注組」發言人的巫堃泰指，過往屯門區議會將公帑用作起「黃金白海豚」、「三聖邨海濱長廊」等無用或重複的社區設施，反映當局一直忽視居民的需要，就屯門公園自娛區淪為賣唱場地，他指要迫康文署、民政署及警方共同打擊噪音問題。

### 成立委員會調查屯門毒氣事件
2019年10月28日屯門區有刺激性氣體洩漏一事，張可森表示，上任後會成立「10.28調查委員會」，繼續要求警務處對事件作出交代。黃丹晴補充，指警務處前日曾發出電郵，要求受刺激性所影響的市民提供個人資料，惟市民對警方的關係已接近冰點，多數受影響的個案不願向警方披露私人資料。

### 成立「催淚氣體清潔小組」
巫堃泰留意到，屯門清潔工在「洗街」時的裝備不足，「連一個外科口罩都無！」他指，警員在屯門鄉事會路及杯渡路一帶發射過多次催淚彈，洗地時有催淚彈殘留物重新揚起，會影響到周邊的學校及清潔工的健康。他們計劃在區議會內提出成立「催淚氣體清潔小組」，先由八間大學研究催淚氣體的成份及影響，再聘請專業人士進行徹底的清潔工作。

## 成員
當初成員主要是屯門社區網絡成員，以及與屯門社區網絡相近但未有加入的參選人。隨著2019年區議會選舉提名期臨近，成員不斷增加，令名稱不斷修改。至2021年10月8日，成員包括以下十一人：
| 選區號碼 | 選區名稱 | 2020-2023 | 成員名稱 | 所屬政黨                     | 所屬政黨   | 學歷                     | 備註 |
| -------- | -------- | --------- | -------- | ---------------------------- | ---------- | ------------------------ | --- |
| L07      | 翠興     | →         | 潘智鍵   |                              | 獨立       | 中大政治與行政學學士     | 前九龍角落成員、前屯門社區網絡主席                                                                                               |
| L08      | 山景     |           | 黃丹晴   |                              | 獨立       | 明愛專上學院社工高級文憑 | 前屯門社區關注組成員、屯門區議會副主席、屯門社區網絡前召集人                                                                     |
| L09      | 景興     |           | 羅焯勇   |                              | 獨立       | 明愛專上學院社工高級文憑 | 前屯門社區網絡署理主席、副主席                                                                                                   |
| L10      | 興澤     | →         | 曾振興   |                              | 獨立       | 城大專業進修學院公共行政 | 曾於2011年香港區議會選舉出戰田景選區，於2021年7月11日辭任議員                                                                    |
| L11      | 新墟     | →         | 張可森   |                              | 獨立       | 浸大人文學哲學碩士       | 曾任屯結新墟召集人，在區議會沒有報稱任何政治聯繫，及後於2020年3月28日加入屯門社區網絡，因初選案正被還押，於2021年5月10日辭任議員 |
| L13      | 三聖     | →         | 巫堃泰   |                              | 獨立       | 港大法學碩士             | 前公民黨成員、立言香港成員，於2021年7月8日辭任議員                                                                               |
| L19      | 富新     | →         | 李家偉   |                              | 富新一代   | 珠海學院新聞及傳播學士   | 區議會報稱獨立，自2021年3月16日起連續4個月缺席區議會會議，於2021年7月17日喪失資格                                                |
| L21      | 龍門     | →         | 曾錦榮   |                              | 龍門關注組 | 港專社工                 | |
| L23      | 良景     | →         | 王德源   |                              | 獨立       | 理大酒店管理（正休學）   | 前屯門社區網絡發言人 |
| L24      | 田景     |           | 梁灝文   | 社會學哲學碩士               | 獨立       |                          | |
| L25      | 寶田     |           | 張贊華   | 前民主黨立法會議員鄺俊宇助理 | 獨立       |                          | |

## 參與選舉

### 2019年區議會選舉
屯門出選的素人組成“屯門十一素人”團隊，結果他們除了景興、寶田兩區之外，其餘九區都成功擊敗對手當選，在屯門區議會32個議席當中奪得9席。
| 選舉 | 民選議席 | 當然議席 | 全港總議席 | +/- |
| 2019 | 9        | 0        | 9 / 479    | 9▲  |

## 發展
2019年香港區議會選舉當中有九名成員成功當選為新一屆屯門區議員，而落敗的羅焯勇與張贊華獲聘為議員助理，並於原選區擔任社區主任。
2020年為立法會選舉年份，不少成員有意參選立法會選舉，包括：張可森、巫堃泰、李家偉以及曾錦榮，張可森更於2020年3月28日正式加入屯門社區網絡，令團隊出現「兄弟之爭」。

## 爭議
- 改革區議會後遺症

素人團隊希望為改革屯門區議會，例如跟進加設區議會直播系統、會議紀錄實名制等。結果議員為在會議紀錄留下發言內容，不斷舉手重覆發言，令各個會議時間非常冗長、有欠效率，不時需要召開特別會議續議原有議程，但會議後未有討論進展。同時導致其他議員不再加入多個委員會及工作小組，令其他委員會及工作小組參與人數偏低。
- 支持主席人選及推舉成員出任區議會副主席

在選舉後記者茶敍訪問中，素人表明沒有經驗不會「爭做主席」，但認為素人團隊人數眾多，成員擔任區議會副主席實屬合理。最終素人為推舉成員擔任屯門區議會副主席，支持陳樹英出任主席，同時黃丹晴主動報名出任副主席。此舉亦有屯門區居民感到意外，質疑副主席無議會經驗。